# SYPRO Red

Struktur von SYPRO Red, soweit bekannt. m = 5–6, n = 2–4.

SYPRO Red ist ein Fluoreszenzfarbstoff vom Merocyanin-Typ, der zur Färbung von Proteinen im Zuge einer Proteincharakterisierung verwendet wird, meistens in einer SDS-PAGE.

## Eigenschaften
SYPRO Red bindet wie auch sein Analogon SYPRO Orange selektiv an Proteine über 6,5 Kilodalton (auch Glykoproteine) in SDS-Micellen, nicht jedoch an DNA oder Lipopolysaccharide. Die Mutagenität, Reproduktionstoxizität und Karzinogenität von SYPRO Red ist unbekannt. Die Absorptionsmaxima liegen bei λ = 300 nm und 550 nm, die Emission ist bei λ = 630 nm maximal. Die Sensitivität bei SDS-PA-Gelen liegt mit SYPRO Red bei etwa 4–8 ng Protein, also etwas schlechter als bei der Silberfärbung. Aufgrund der Fluoreszenz besitzt die SYPRO Red-Färbung bei einer Mengenabschätzung im Vergleich zur Silberfärbung oder Coomassie einen größeren linearen dynamischen Bereich, d. h. eine bessere Korrelation zwischen der Proteinmenge und der Signalintensität. SYPRO Red eignet sich nicht zur Färbung von Proteinen auf Western Blots, 2D-Gelen oder IEF-Gelen. Im Gegensatz zur Silber- und Coomassie-Färbung werden zur Fixierung vor einer Färbung zwar Essigsäure verwendet, jedoch keine Alkohole wie Methanol oder Ethanol, da SYPRO Red zur Färbung auf die Anwesenheit von SDS angewiesen ist.